# تپه روستای حصار مهتر
تپه روستای حصار مهتر مربوط به هزاره اول قبل از میلاد دوران‌های تاریخی پیش از میلاد است و در استان تهران، شهرستان پیشوا، روستای حصار مهتر واقع شده و این اثر در تاریخ ۱ مهر ۱۳۸۲ با شمارهٔ ثبت ۱۰۳۲۳ به‌عنوان یکی از آثار ملی ایران به ثبت رسیده است. گفتنی است یکی از بزرگترین و قدیمی‌ترین تپه‌های این منطقه، تپهٔ مندکان نام دارد که به فاصلهٔ حدود دو کیلومتر در شرق تپهٔ حصار مهتر قرار دارد.